# Lijst van rijksmonumenten in Geesteren (Gelderland)
De plaats Geesteren telt 17 inschrijvingen in het rijksmonumentenregister. Hieronder een overzicht:
| Object                                               | Oorspronkelijke functie?  | Bouwjaar                         | Architect | Locatie                | Coördinaten?                 | Nr.?   | Afbeelding                                  |
| ---------------------------------------------------- | ------------------------- | -------------------------------- | --------- | ---------------------- | ---------------------------- | ------ | ------------------------------------------- |
| Lutje Willink: boerderij                             | Boerderij                 | 1867                             |           | Hekweg 9               | 52° 7' 27" NB, 6° 33' 2" OL  | 516405 | Upload foto                                 |
| Lutje Willink: bakhuis                               | Boerderij                 | 1865                             |           | Hekweg 9               | 52° 7' 27" NB, 6° 33' 2" OL  | 516406 | Upload foto                                 |
| Lutje Willink: schuur                                | Boerderij                 | 1911                             |           | Hekweg 9               | 52° 7' 27" NB, 6° 33' 2" OL  | 516407 | Upload foto                                 |
| Leeftink: krukhuisboererij                           | Boerderij                 | ca. 1850-1940                    |           | Molenweg 12            | 52° 8' 15" NB, 6° 30' 60" OL | 516409 | Meer afbeeldingen                           |
| Leeftink: bijschuur                                  | Boerderij                 | 18e eeuw                         |           | Molenweg bij 12        | 52° 8' 15" NB, 6° 30' 60" OL | 516410 | Meer afbeeldingen                           |
| Leeftink: waterput met haal                          | Boerderij                 | 1700-1900                        |           | Molenweg bij 12        | 52° 8' 15" NB, 6° 30' 60" OL | 516411 | Upload foto                                 |
| Kotte: boerderij (met aangebouwde schuur)            | Boerderij                 | tweede helft 19e eeuw            |           | Dorpsstraat 13         | 52° 8' 21" NB, 6° 31' 31" OL | 516431 | Meer afbeeldingen                           |
| Boerderij met twee aangebouwde bijschuren            | Boerderij                 | tweede helft 19e eeuw            |           | Keistraat 8/10         | 52° 8' 17" NB, 6° 31' 37" OL | 516432 | Boerderij met twee aangebouwde bijschuren   |
| Hervormde kerk                                       | Kerk en kerkonderdeel     | 14e eeuw (toren) ca. 1500 (kerk) |           | Kerkplein 1            | 52° 8' 21" NB, 6° 31' 38" OL | 9883   | Meer afbeeldingen                           |
| Armhuis                                              | Sociale zorg, liefdadigh. | 1849 en ouder                    |           | Kerkplein 14           | 52° 8' 22" NB, 6° 31' 37" OL | 9884   | Meer afbeeldingen                           |
| Hoeve ten dele vernieuwd, met achterbaander          | Boerderij                 | eerste helft 19e eeuw            |           | Kerkplein 4            | 52° 8' 21" NB, 6° 31' 40" OL | 9885   | Hoeve ten dele vernieuwd, met achterbaander |
| De Krieger. Hoeve met oude roedenverdeling en luiken | Boerderij                 | 1777                             |           | Keistraat 1            | 52° 8' 19" NB, 6° 31' 39" OL | 9886   | Meer afbeeldingen                           |
| Rietman, Beltman                                     | Boerderij                 | 1598                             |           | Dorpsstraat 4          | 52° 8' 21" NB, 6° 31' 34" OL | 9887   | Meer afbeeldingen                           |
| De Ster                                              | Industrie- en poldermolen | 1859                             |           | Molenweg 13            | 52° 8' 13" NB, 6° 31' 22" OL | 9888   | Meer afbeeldingen                           |
| Wanninkhof                                           | Boerderij                 | 1797 (ankers)                    |           | Geesterense Broekweg 2 | 52° 8' 49" NB, 6° 30' 50" OL | 9889   | Meer afbeeldingen                           |
| Hengstegoor                                          | Boerderij                 | 1777 (jaartalankers)             |           | Boerenesweg 1          | 52° 9' 3" NB, 6° 30' 55" OL  | 9890   | Hengstegoor                                 |
| Bakhuis met vakwerk                                  | Boerderij                 | 18e eeuw                         |           | Respelhoek 18          | 52° 7' 55" NB, 6° 30' 2" OL  | 9891   | Upload foto                                 |